# Saint-Loup-Lamairé
 Saint-Loup-Lamairé  es una población y comuna francesa, situada en la región de Poitou-Charentes, departamento de Deux-Sèvres, en el distrito de Parthenay y cantón de Saint-Loup-Lamairé.

## Demografía
| 1354 | 1254 | 1261 | 1215 | 1196 | 1189 | 1143 | 1001 |
| Para los censos de 1962 a 1999 la población legal corresponde a la población sin duplicidades (Fuente: INSEE [Consultar]) |      |      |      |      |      |      |      |